# Série mondiale 1990
La Série mondiale 1990 était la 87e série finale des Ligues majeures de baseball. Elle a débuté le 16 octobre 1990 et opposait les champions de la Ligue nationale, les Reds de Cincinnati, aux champions de la Ligue américaine et champions en titre du baseball, les Athletics d'Oakland, qui participaient à la Série mondiale pour la troisième saison consécutive.
Cette série 4 de 7 s'est terminée le 20 octobre 1990 par une victoire par balayage des Reds de Cincinnati, quatre parties à zéro sur les Athletics d'Oakland, qui échouaient ainsi dans leur tentative de remporter un deuxième titre de suite. Il s'agissait aussi de la deuxième Série mondiale d'affilée à se terminer dans le minimum de quatre matchs.

## Équipes en présence
Largement favoris pour remporter les grands honneurs, les Athletics d'Oakland enlevèrent le championnat de la division Ouest de la Ligue américaine avec le meilleur dossier du baseball (103 victoires, 59 défaites), neuf matchs devant les White Sox de Chicago.
En Série de championnat, Oakland eut le meilleur sur Boston, qu'ils balayèrent en quatre parties.
Les A's s'amenèrent en Série mondiale en tant que champion en titre, ayant vaincu San Francisco quatre parties à zéro l'année précédente. Il s'agissait de plus d'une troisième présence consécutive en Série mondiale, l'équipe s'étant inclinée contre Los Angeles en 1988. Les A's n'avaient pas participé à la finale du baseball majeur trois années de suite depuis leurs trois triomphes enregistrés en 1976, 1977 et 1978.
Les Reds de Cincinnati, quant à eux, avaient remporté le championnat de la section Ouest de la Ligue nationale avec un dossier de 91-71, cinq matchs devant les Dodgers. 
Les Reds passèrent les 162 matchs de la saison régulière au sommet de leur division, un exploit qui n'avait auparavant été réussi qu'une seule fois (par les Tigers de Detroit dans la Ligue américaine en 1984). En 1990, Cincinnati comptait sur un redoutable trio de releveurs en Norm Charlton, Randy Myers et Rob Dibble, que les médias surnommèrent « The Nasty Boys ».
En Série de championnat de la Ligue Nationale, les Reds éliminèrent les Pirates de Pittsburgh, champions dans l'Est, 4 parties à 2.
Les Reds et les A's s'affrontaient en Série mondiale pour la deuxième fois, Oakland ayant eu le meilleur 4-3 en 1972.

## Déroulement de la Série

### Calendrier des rencontres
| Match | Date       | Visiteur            | Hôte                | Score              |
| ----- | ---------- | ------------------- | ------------------- | ------------------ |
| 1     | 16 octobre | Athletics d'Oakland | Reds de Cincinnati  | 0 - 7              |
| 2     | 17 octobre | Athletics d'Oakland | Reds de Cincinnati  | 4 - 5 (10 manches) |
| 3     | 19 octobre | Reds de Cincinnati  | Athletics d'Oakland | 8 - 3              |
| 4     | 20 octobre | Reds de Cincinnati  | Athletics d'Oakland | 2 - 1              |

### Match 1
Mardi 16 octobre 1990 au Riverfront Stadium, Cincinnati, Ohio.
| Athletics d'Oakland | 0 | 0 | 0 | 0 | 0 | 0 | 0 | 0 | 0 | 0 | 9  | 1 |
| Reds de Cincinnati | 2 | 0 | 2 | 0 | 3 | 0 | 0 | 0 | X | 7 | 10 | 0 |
| Lanceurs partants : OAK : Dave Stewart CIN : Jose Rijo Vic. : Jose Rijo (1-0) Déf. : Dave Stewart (0-1) HRs: CIN : Eric Davis (1) |   |   |   |   |   |   |   |   |   |   |    |   |

Dave Stewart avait remporté ses six derniers départs en éliminatoires avant ce match, duquel il fut chassé par les frappeurs des Reds dès la quatrième manche. Eric Davis frappa un circuit de deux points en première manche, donnant à Cincinnati une priorité de 2-0, qu'ils ne perdirent plus. Davis produisit en 5e un troisième point, à l'aide d'un simple. Billy Hatcher, quant à lui, amorça une séquence de 7 coups sûrs en 7 présences au bâton avec un double productif en troisième manche, et marqua deux fois. Au monticule, Jose Rijo blanchit les A's durant sept manches pour mériter la victoire, Dibble et Myers fermant la porte en 8e et 9e. Avec un gain de 7-0 contre les puissants Athletics, les Reds prenaient les devants 1-0 dans cette série.

### Match 2
Mercredi 17 octobre 1990 au Riverfront Stadium, Cincinnati, Ohio.
| Athletics d'Oakland | 1 | 0 | 3 | 0 | 0 | 0 | 0 | 0 | 0 | 0 | 4 | 10 | 2 |
| Reds de Cincinnati | 2 | 0 | 0 | 1 | 0 | 0 | 0 | 1 | 0 | 1 | 5 | 14 | 2 |
| Lanceurs partants : OAK : Bob Welch CIN : Danny Jackson Vic. : Rob Dibble (1-0) Déf. : Dennis Eckersley (0-1) HRs : OAK : Jose Canseco (1) |   |   |   |   |   |   |   |   |   |   |   |    |   |

Bob Welch des A's, vainqueur de 27 victoires en saison régulière et éventuel gagnant du trophée Cy Young, et Danny Jackson des Reds, qui a déjà lancé en Série mondiale en 1985 avec Kansas City, sont les lanceurs partants pour le second match.
Tirant de l'arrière 2-1, les A's inscrivent trois points en 3e manche. Jose Canseco frappe son seul coup sûr de la série, un circuit en solo qui crée l'égalité. Danny Jackson remplira ensuite les buts en accordant un simple à Mark McGwire suivi de deux buts-sur-balles, avant d'être relevé par Scott Scudder. Ron Hassey fera marquer McGwire sur un ballon sacrifice puis Mike Gallego cogne un simple pour donner aux Athletics une priorité de 4-2.
Ron Oester réduira l'avance d'Oakland à un point avec un simple en 4e. Puis en 8e manche, les Reds nivellent les chances lorsque Billy Hatcher, auteur d'un triple, marque sur un optionnel de Glenn Braggs, qui devance le relais au premier but lors d'une tentative ratée de double-jeu.
Les releveurs étoiles des Reds réussissent à museler l'attaque des A's. En relève à Scudder, Jack Armstrong lance trois bonnes manches sans accorder de points. Deux des « Nasty Boys », Norm Charlton et Rob Dibble lui succèdent au monticule et n'en donnent pas davantage.
En fin de dixième manche, face à Dennis Eckersley, les Reds enlèvent le match. Bill Bates réussit un coup sûr à l'avant-champ, Chris Sabo enchaîne avec un simple au champ gauche, puis Joe Oliver (en) frappe le coup sûr victorieux du côté du troisième but. Cincinnati l'emporte 5-4 et prend le chemin d'Oakland avec une avance de 2-0 dans la Série mondiale.

### Match 3
Vendredi 19 octobre 1990 au Oakland-Alameda County Coliseum, Oakland, Californie.
| Reds de Cincinnati | 0 | 1 | 7 | 0 | 0 | 0 | 0 | 0 | 0 | 8 | 14 | 1 |
| Athletics d'Oakland | 0 | 2 | 1 | 0 | 0 | 0 | 0 | 0 | 0 | 3 | 7  | 1 |
| Lanceurs partants : CIN : Tom Browning OAK : Mike Moore Vic. : Tom Browning (1-0) Déf. : Mike Moore (0-1) HRs : CIN : Chris Sabo (1, 2) OAK : Harold Baines (1), Rickey Henderson (1) |   |   |   |   |   |   |   |   |   |   |    |   |

Les Reds de Cincinnati malmènent le partant des A's, Mike Moore, vainqueur de deux matchs lors de la Série mondiale de 1989 contre les Giants de San Francisco. En troisième manche, les Reds marquent sept points pour prendre une avance insurmontable de 8-2. Billy Hatcher, qui avait vu sa séquence de 7 en 7 prendre fin lorsqu'il fut retiré dans un double-jeu en première manche, cogne un 8e coup sûr à ses neuf dernières présences au bâton pour lancer la poussée offensive de son équipe. Dans cette manche, Chris Sabo cognera un circuit de deux points, lui qui avait déjà réussi un coup en solo en 2e. Rickey Henderson a frappé un circuit pour Oakland dans une cause perdante. Au monticule, Tom Browning fut solide durant six manches. Rob Dibble et Randy Myers n'accordèrent pas de points en relève.
Cincinnati a remporté la troisième rencontre de cette série par la marque de 8-3.

### Match 4
Samedi 20 octobre 1990 au Oakland-Alameda County Coliseum, Oakland, Californie.
| Reds de Cincinnati | 0 | 0 | 0 | 0 | 0 | 0 | 0 | 2 | 0 | 2 | 7 | 1 |
| Athletics d'Oakland | 1 | 0 | 0 | 0 | 0 | 0 | 0 | 0 | 0 | 1 | 2 | 1 |
| Lanceurs partants : CIN : Jose Rijo OAK : Dave Stewart Vic. : Jose Rijo (2-0) Déf. : Dave Stewart (0-2) Sauv. : Randy Myers (1) |   |   |   |   |   |   |   |   |   |   |   |   |

Les deux lanceurs partants, Dave Stewart et Jose Rijo (aussi les partants du match #1), se livrent à un duel de lanceurs dans cette quatrième rencontre. Les A's ouvrent la marque en fin de première et prennent les devants 1-0 avec un double de Willie McGee et un simple de Carney Lansford. Les Reds devront attendre jusqu'en 8e manche pour avoir le meilleur sur Stewart. Mais pendant ce temps, Rijo fait encore mieux : en huit manches et un tiers lancées, il n'accordera qu'un point et deux coups sûrs aux A's. 
En début de 8e, Barry Larkin et Herm Winningham frappent des simples consécutifs pour les champions de la Ligue Nationale. Puis Paul O'Neill dépose l'amorti mais réussit quand même à atteindre sauf le premier coussin. Avec les buts tous occupés, Glenn Braggs est retiré dans un optionnel, mais Larkin marque le point égalisateur. Puis un ballon-sacrifice d'Hal Morris fera marquer Winningham. 
Les Reds mènent alors 2-1 et conserveront cette avance. Randy Myers entre dans le match après un retrait en 9e et retire les deux derniers frappeurs des A's, mettant un terme à la rencontre et à la série, remportée en quatre parties par Cincinnati. Les Reds remportent la 5e Série mondiale de leur histoire.

## Joueur par excellence
Le lanceur Jose Rijo des Reds est nommé joueur par excellence de la Série mondiale 1990. Il a été crédité de la victoire lors des premier et quatrième match. Au total, il n'a accordé que deux points et neuf coups sûrs en 15 manches et un tiers lancées. Il a retiré 14 frappeurs sur des prises et conservé une moyenne de points mérités de 0,59.
Rijo devenait le deuxième joueur de baseball originaire de la République dominicaine à recevoir le titre de meilleur joueur de la Série mondiale, après Pedro Guerrero des Dodgers de 1981. L'exploit a depuis été réédité par un troisième dominicain, Manny Ramirez en 2004.

## Exploits
- Billy Hatcher des Reds a établi un record des Séries mondiales en frappant sept coups sûrs en sept présences au bâton consécutives.
- Hatcher a également établi en 1990 le record pour la moyenne au bâton la plus élevée pour un frappeur pendant une Série mondiale ayant duré quatre parties. Avec une moyenne de .750, Hatcher éclipsait le record précédent de .625, établi par Babe Ruth lors de la Série mondiale de 1928.
- Les A's d'Oakland sont devenus en 1990 la première équipe à perdre par balayage une Série mondiale après avoir remporté par balayage la Série de championnat de leur ligue.